# ウエストランド 30
ウエストランド 30
ウエストランド 30
- 用途：旅客ヘリコプター
- 製造者：ウエストランド・エアクラフト
- 運用者：パワン・ハンス、パンアメリカン航空 
英国航空ヘリコプター、エアスパー・ヘリコプターズ
- 初飛行：1979年4月10日
- 生産数：40機
- 生産開始：1981年
- 運用開始：1982年
- 退役：1991年

ウエストランド 30（Westland 30）は、ウエストランド リンクスを基にした英国の中型 ヘリコプターである。ウエストランド社は本機をVIP、旅客、貨物輸送と沖合いでの運用を計画していたが生産は限定的で、40機を製造しただけで1987年には生産を終了した。

## 設計と開発
ウエストランド社は、エセックスとホワールウインド ヘリコプターの代替機の調査を行い、民間市場向けにリンクスを大型にした機種を開発することにした。この民間向けヘリコプターは"ウエストランド 30"と改名される前は"WG-30 スーパー・リンクス"という名称であった。ウエストランド 30の機体は新規の物であったが、トランスミッションやその他の構成部品はリンクスと共通の物を使用していた。
外観の形状はリンクスと似ており同じトランスミッションと、リンクスの物より大きく低回転の4枚ブレードローターを使用していたが、胴体はより大型で全く新規のものだった。胴体は保守的なアルミニウム構造であったが、テールブームには複合材を使用していた。
ウエストランド 30の旅客輸送型は引き込み式タラップとスライディングドアーを持ち22名の乗客を収容でき胴体後部には荷物室を備えていた。
沖合い作業用の装備をしたウエストランド 30-100は250 kmの行動半径を持ち（227 kgの燃料を搭載して）、9名を送り出し13名を回収してくることが出来た。軍用モデルでは14名の兵員を装備と共に、装備無しの兵員を17名又は6床の担架と医療要員を運ぶことが出来た。
最初の試作機WG30は1979年4月10日に初飛行し、同年のパリ航空ショーに出品された。最初の量産型のウエストランド 30-100は1981年に生産が始まり、1984年により強力なエンジンを搭載した30-160の生産がこれに続いた。

## 運用の歴史
1982年1月6日に最初の3機のウエストランド 30-100が北海南地区の石油採掘リグへの搬送業務のためベックル空港（Beccles）の英国航空ヘリコプターズ社に納入された。これらの機体は後にペンザンスヘリポート - シリー諸島間の定期旅客路線に就航し、1986年に会社が英国国際ヘリコプターズ社になるまで飛行していた。
アメリカ合衆国ではエアスパー・ヘリコプターズ社が4機のウエストランド 30をリースで購入し1983年5月9日からロスアンジェルス地区で定期旅客輸送を開始した。オムニフライト・ヘリコプター社はパンアメリカン航空の代行でジョン・F・ケネディ国際空港とマンハッタン中心部とを結ぶ路線を運行していたが1988年2月1日に運行を停止し、機材はウエストランド社に返還された。最終的に機体はウェストン・スーパー・メア（Weston-Super-Mare）にあるヘリコプター博物館に所蔵された。
ウエストランド 30の最大の運行会社はインドのパワン・ハンス社であった。英国政府はインドと、英国の海外援助資金から6,500万ポンドを拠出した石油探索事業に21機のウエストランド 30を供給することで合意した。インドは次の援助資金が供出されるかどうかがはっきりしない内にこの取引にしぶしぶ応じた。これらの機体は1986年から1988年にかけて石油・天然ガス会社（Oil and Natural Gas Corporation Limited：ONGC）に代わってパワン・ハンス社が洋上運用のために受領した。ほぼ同数のSA 365N ドーファンがフランスから提供された。間も無くウエストランド社のヘリコプターはインドの環境には不適合であることが分かり、2件の致命的な事故の後で1989年に機体は飛行停止となった。残った19機のウエストランド 30の残存機は英国の企業に売却されたが6機が英国に向け出荷された後で取引は不成立となった。これらの機体は英国とインドで保管されていると信じられている。

## 派生型
ウエストランド 30 シリーズ 100
2基の 846 kW (1,135 shp) ロールスロイス ジェム Mk 41-1 ターボシャフト エンジンを搭載した機種。14 機製造。
ウエストランド 30 シリーズ 100-60
2基の 940 kW (1,260 shp) ロールスロイス ジェム 60-3 ターボシャフト エンジンを搭載した機種。シリーズ 160という名でも知られる。24機製造。
ウエストランド 30 シリーズ 200
2基の 1,276 kW (1,712 shp) ゼネラル・エレクトリック CT7-2B ターボシャフト エンジンを搭載した機種。1機のみ製造。
ウエストランド 30 シリーズ 300
ゼネラル・エレクトリック CT7-2B エンジンを搭載した17席の軍用戦術輸送型。5枚ブレードのBERP ローターを使用。TT300という名でも知られる。1機のみ製造。
ウエストランド 30 シリーズ 400
ロールス・ロイス/チュルボメカ RTM322 エンジンを搭載した提案機種。製造されず。
TT30
軍用戦術輸送用の提案モデルの改良型試作機。

## 運用
インド
- パワン・ハンス

 イギリス
- 英国航空ヘリコプターズ
- 英国国際ヘリコプターズ
- ヘリコプター・ハイヤー

 アメリカ合衆国
- オムニフライト (パンアメリカン航空の代行で)
- エアスパー・ヘリコプターズ

## 性能・主要諸元
（30-160）Westland Helicopters W30 history page, Avia. Russian.ee Website
- 乗員：2名
- 乗客:19名
- 全長：15.9 m (52 ft 2 in)
- 全高：4.74 m (15 ft 6 in)
- 主回転翼直径：13.31 m (43 ft 8 in)
- 円板面積：139 m² (1497 ft²)
- 空虚重量：
- 全備重量：
- 最大離陸重量：5,818 kg (12,800 lb)
- 発動機：2 × ロールスロイス ジェム ターボシャフト エンジン、940 kW (1,260 shp)
- 超過禁止速度：241 km/h=M0.20 (130 knots)
- 巡航速度：222 km/h=M0.18 (120 knots)
- 航続距離：728 km (455 miles)
- 燃料量：2 × 630L （胴体内）